# Конкорд (ансамбль)
Вокальный ансамбль «Конкорд», также известный как ConCord — украинский вокальный секстет, основанный в 2006 году.

## История
Коллектив возник в 2007 году. Идейным вдохновителем стал Антон Шпак, который пел в одном из киевских церковных хоров и предложил своим знакомым исполнять украинские произведения XVII—XVIII веков в свободное время. 14 сентября 2007 года в Национальной музыкальной академии Украины имени П. Чайковского ConCord выступили в первый раз и представили произведения, которые не исполнялись несколько веков и существовали лишь в виде партитур. Сотрудничая с кафедрой старинной музыки Национальной музыкальной академии Украины, ансамбль участвовал в реконструкции рукописей XVII—XVIII веков и впервые исполнил несколько партесных мотетов из киевского нотного собрания..
Постепенно репертуар коллектива стал расширяться. В нём появились обработки украинских народных и эстрадных песен, старинная музыка (украинские мотеты 17 −18 вв.), духовная музыка, джазовые композиции, хиты зарубежной эстрады.
Коллектив принимал участие в музыкальных фестивалях Украины и за рубежом. Среди них 16-й международный фестиваль «Бах-фест» (Сумы, 2011), фестиваль вокальной музыки A Capella «4th International A CAPELLA Contest» (Лейпциг, 2010), этнофестиваль «Трипільське коло» (2010), 11-й фестиваль классической и камерной музыки «Полесская рапсодия» (Шостка, 2010), этнофестиваль «Свирж 2009» (Львовская область, Свирж, 2009) и фестиваль «Рождество в волынской семье» (Луцк, 2009).
Ансамбль также участвовал в различных медиа-проектах и телешоу, включая «От пацанки до панянки» (2011), «Україна має талант» (2010), «Классика по пятницам» (образовательный проект центра «Мастер-Класс»), авторский проект И. Сиренко «Музыкальные журфиксы в доме М. Булгакова».

## Состав
- Александр Лось (контратенор)
- Сергей Беда (тенор)
- Сергей Колесник (тенор)
- Денис Крутько (тенор)
- Олег Пилип (баритон)
- Дмитрий Савон (бас)

## Дискография
- 2010 — «Партесні мотети початку XVIII століття»[2]
- 2015 — «Твій»[2]